# Diocesi di Saint-Papoul

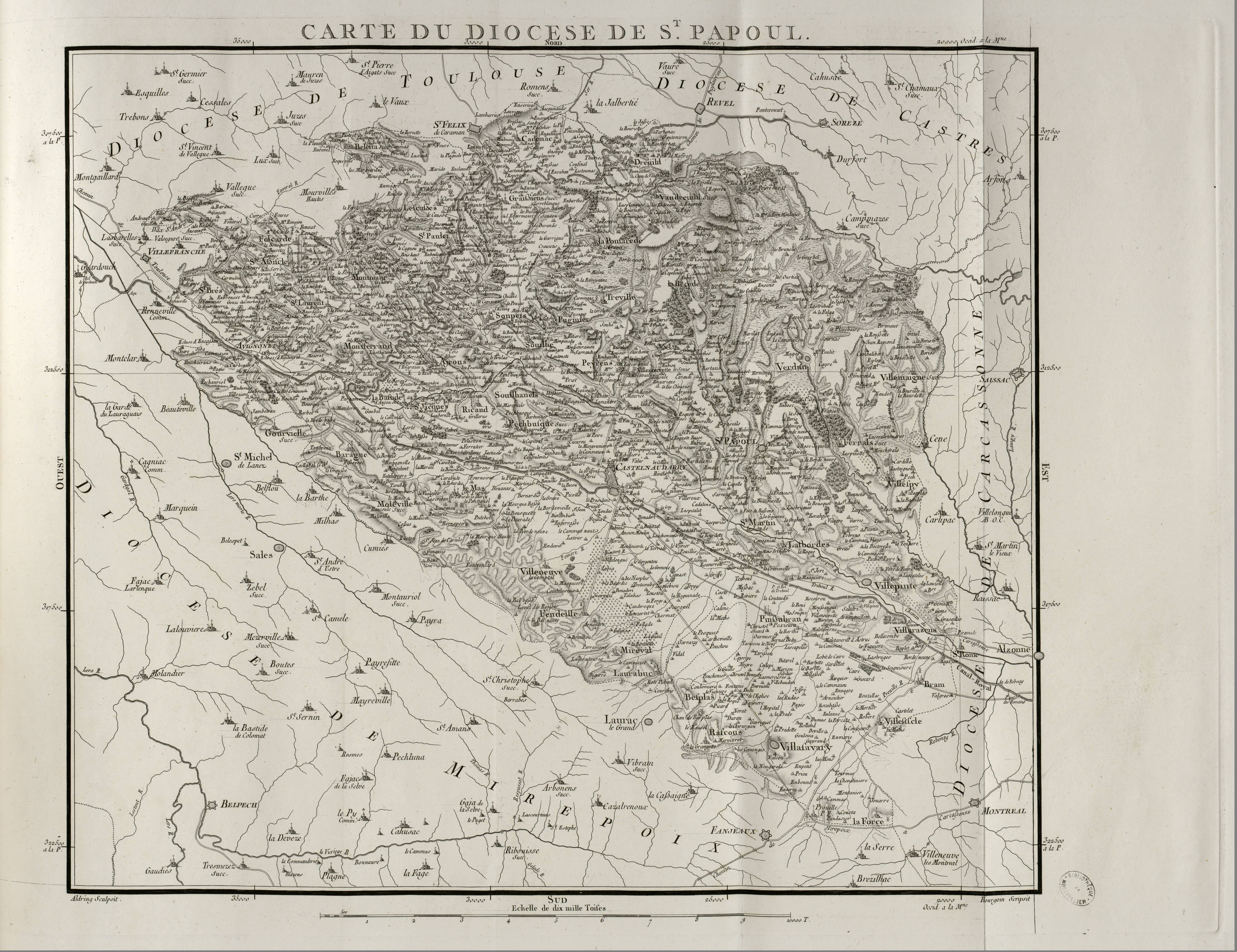
Mappa della diocesi di Saint-Papoul nel XVIII secolo.

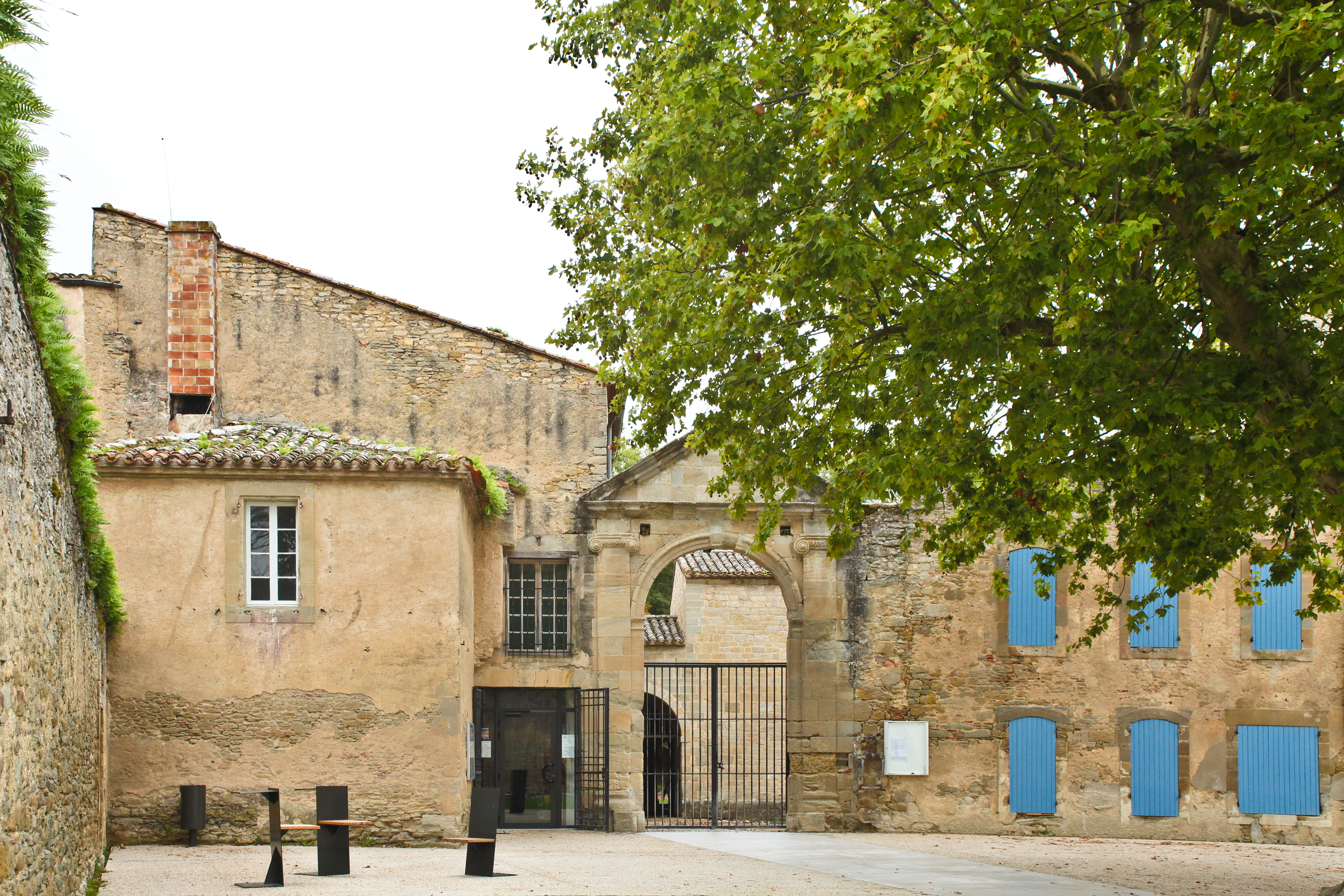
La residenza dei canonici della cattedrale di Saint-Papoul.

La diocesi di Saint-Papoul (in latino: Dioecesis Sancti Papuli) è una sede soppressa e sede titolare della Chiesa cattolica.

## Territorio
La diocesi comprendeva parte della Linguadoca. Confinava a nord con l'arcidiocesi di Tolosa e la diocesi di Lavaur, a est con la diocesi di Carcassonne, a sud e ad ovest con la diocesi di Mirepoix.
Sede vescovile era la città di Saint-Papoul nell'attuale dipartimento dell'Aude, dove fungeva da cattedrale la chiesa dell'abbazia di San Papulo, dedicata ai Santi Pietro e Paolo.
Nel 1774 la diocesi comprendeva 44 parrocchie.

## Storia
La città di Saint-Papoul deve il suo nome ad un'antica abbazia dell'ordine di San Benedetto, fondata sotto l'invocazione di san Papulo, martire e discepolo di san Saturnino, primo vescovo di Tolosa. L'abbazia di San Papulo è menzionata nell'elenco dei monasteri istituiti nell'817 nella dieta di Aix-la-Chapelle.
La diocesi fu eretta l'11 luglio 1317 con la bolla Salvator noster di papa Giovanni XXII. La chiesa abbaziale di San Papulo divenne la nuova cattedrale della diocesi, dedicata ai Santi Pietro e Paolo.
Primo vescovo fu Bernard de la Tour, ultimo abate di San Papulo. Con la bolla Cum illius del 22 febbraio 1318, il papa definì i confini della nuova diocesi, composta da 46 parrocchie sottratte all'arcidiocesi di Tolosa, di cui divenne suffraganea.
Il capitolo della cattedrale, composto da un prevosto e 12 canonici, rimase regolare fino al 1670, quando venne secolarizzato.
Nel corso del XVII e XVIII secolo la cattedrale e il palazzo episcopale (l'antica abbazia) subirono importanti restauri e l'aggiunta di una nuova ala del palazzo ad opera del vescovo Guillaume-Joseph d'Abzac.
La diocesi fu soppressa in seguito al concordato con la bolla Qui Christi Domini di papa Pio VII del 29 novembre 1801 e il suo territorio incorporato in quello della diocesi di Carcassonne ed in parte in quello dell'arcidiocesi di Tolosa.
Dal 2009 la diocesi è annoverata tra le sedi vescovili titolari della Chiesa cattolica; dal 26 giugno 2021 il vescovo titolare è Gilles Reithinger, M.E.P., già vescovo ausiliare di Strasburgo.

## Cronotassi

### Vescovi
- Bernard de la Tour, O.S.B. † (11 luglio[2] 1317 - 27 dicembre 1317 deceduto)
- Raymond de Mostuejols, O.S.B. † (16 aprile 1319 - 18 dicembre 1327 dimesso)
- Guillaume de Cardaillac, O.S.B. † (27 gennaio 1328 - 15 febbraio 1347 deceduto)
- Bernard de Saint-Martial † (19 febbraio 1347 - 9 agosto 1361 deceduto)
- Pierre de Cros, O.S.B. † (27 luglio 1362 - 9 giugno 1370 nominato arcivescovo di Bourges)
- Bernard de Castelnau, O.S.B. † (8 giugno 1370 - 7 marzo 1376 deceduto)
- Pierre de Cros † (18 agosto 1376 - 1412 deceduto)
  - Jean de la Rochetaillée † (13 luglio 1412 - 23 settembre 1418 nominato amministratore apostolico di Ginevra) (amministratore apostolico)
- Jean de Burgo (o Burle) † (23 settembre 1418 - ? deceduto)
- Guillaume de Montjoie † (23 maggio 1421 - 25 luglio 1423 nominato vescovo di Verdun)
- Raymond Mairose † (25 luglio 1423 - 14 gennaio 1426 nominato vescovo di Castres)
- Pierre Soybert † (28 gennaio 1426 - ? deceduto)
- Raymond de Tullio † (10 luglio 1444[3] - dopo il 1446)
- Raymond de Lupault † (16 aprile 1451 - ? deceduto)
- Jean de la Porte † (31 ottobre 1462 - 1468 deceduto)
- Denis de Bar † (14 ottobre 1468 - 20 novembre 1471 nominato vescovo di Tulle)
- Clément de Brillac † (22 novembre 1471 - 9 marzo 1495 nominato vescovo di Tulle)
- Denis de Bar † (9 marzo 1495 - 1508 dimesso)
- Charles de Bar † (1º settembre 1508 - circa 1538 deceduto)
- Giovanni Salviati † (12 agosto 1538 - 1549 dimesso)
- Bernardo Salviati † (5 giugno 1549 - 8 agosto 1561 nominato vescovo di Clermont)
- Anton Maria Salviati † (8 agosto 1561 - 1564 dimesso)
- Alexandre de Bardis † (19 settembre 1567 - 12 settembre 1591 deceduto)
  - Sede vacante (1591-1601)
- Jean Raymond † (28 maggio 1601 - 15 novembre 1604 deceduto)
- François de Donnadieu, O.S.B. † (3 marzo 1608 - 3 aprile 1626 deceduto)
- Louis de Claret † (2 dicembre 1626 - 2 marzo 1636 deceduto)
- Bernard Despruets † (1º settembre 1636 - 20 luglio 1655 deceduto)
- Jean de Montpézat de Carbon † (3 giugno 1658 - 22 aprile 1665 nominato arcivescovo di Bourges)
- Joseph de Montpézat de Carbon † (28 settembre 1665 - 6 maggio 1675 nominato arcivescovo di Tolosa)
- François de Barthelemy de Grammont † (11 ottobre 1677 - 26 febbraio 1716 deceduto)
- Gabriel-Florent de Choiseuil-Beaupré † (8 giugno 1718 - 9 giugno 1724 dimesso)
- Jean-Charles de Ségur † (26 giugno 1724 - 26 febbraio 1735 dimesso)
- Georges-Lazare Berger de Charency † (27 giugno 1735 - 3 settembre 1738 nominato vescovo di Montpellier)
- Daniel-Bertrand de Langle † (26 gennaio 1739 - 1774 deceduto)
- Guillaume-Joseph d'Abzac de Mayac † (3 aprile 1775 - 23 gennaio 1784 deceduto)
- Jean-Baptiste de Maillé de la Tour-Landry † (25 giugno 1784 - 1801 dimesso[4])
  - Sede soppressa

### Vescovi titolari
- Bertrand Lacombe (14 aprile 2016 - 22 ottobre 2020 nominato arcivescovo di Auch)
- Gilles Reithinger, M.E.P., dal 26 giugno 2021